# Simpson Tide
Simpson Tide (La marea Simpson en España y Mi querido capitán Simpson en Hispanoamérica) es el 19.º episodio de la novena temporada de la serie animada Los Simpson, estrenado originalmente el 29 de marzo de 1998.

## Sinopsis
Homer, Lenny y Carl discuten por un dónut. Entonces Homer tiene la idea de meterlo en el núcleo del reactor de fusión para hacerlo más grande y repartirlo entre los tres. Diez minutos después se ve que el donut ha provocado una fusión en el núcleo. Esto provoca el despido de Homer. 
Homer ve un anuncio en televisión de la Armada de los Estados Unidos y le interesa. Homer ingresa en ella junto a Moe, Barney y Apu.
Mientras tanto, Milhouse se pone un pendiente, lo que se vuelve una moda. Por lo tanto, Bart se pone uno, pero eso provoca el enfado de Homer.
Pronto Homer y los demás se gradúan, y son enviados a los "juegos de guerra" anuales en un submarino nuclear. Antes de partir, Homer y Bart discuten por el pendiente de este último, por lo que Bart se lo termina dando a su padre.
El capitán del submarino, Tennille, va a mirar los tubos lanzatorpedos por un problema y deja a Homer al mando, ya que le ha terminado teniendo afecto. Entonces un submarino enemigo se acerca, y Homer da la orden de lanzar los torpedos. Desgraciadamente, el capitán Tennille está dentro de uno, por lo que lo lanzan. Esto sitúa a Homer al mando de forma permanente.
Homer decide volver a Springfield, pero fallan en el recorrido y el submarino termina en aguas rusas. El gobierno de los EE. UU. lo toma como un intento de entregar el submarino. Esto llega a provocar que las relaciones entre Rusia y EE. UU. se tensen, incluso los rusos admiten que la Unión Soviética sigue existiendo. Al admitirlo, empiezan a aparecer cambios curiosos: unos tanques salen de unas carrozas que hay enfrente del Kremlin, el muro de Berlín reaparece y Lenin resucita. 
La guerra nuclear se anticipa y los destructores de los EE. UU. lanzan cargas de profundidad al submarino para hundirle o hacerle subir a la superficie. Las explosiones causan un pequeño agujero en el submarino. La tripulación cree que es el fin, hasta que Homer se acuerda del pendiente que le dio Bart, y lo utiliza para tapar el agujero. 
Homer ordena que el submarino suba a la superficie, pero es rodeado por la marina Estadounidense, Brasileña, China, un Drakkar vikingo y una flota de pingüinos. La marina le pregunta a Homer que por qué ocasionó todo esto, a lo que el responde "Es mi primer día" en todos los idiomas (incluido el lenguaje de los pingüinos). Homer es llevado a juicio, pero termina librándose, ya que todos los miembros del jurado estaban involucrados en serios actos de corrupción. Al final Homer sólo recibe "despido deshonorable" y le da las gracias a Bart por darle el pendiente que le salvó la vida.